# Романов, Сергей Анатольевич
Сергей Анатольевич Романов (род. 20 сентября 1958) — российский учёный, специалист в области внутренней дозиметрии и радиационной безопасности, кандидат биологических наук (2003). С 1997 по 2024 гг. директор Филиала № 1 Института биофизики Министерства здравоохранения России (с 2001 — Южно-Уральский институт биофизики ФМБА России). Член Российской делегации и эксперт в Научном комитете ООН по действию атомной радиации (НКДАР ООН) (с 2008), член главной комиссии Международной комиссии по радиологической защите (с 2013), член Российской научной комиссии по радиологической защите. Эксперт Федеральной целевой программы «Обеспечение ядерной и радиационной безопасности на 2016—2020 годы и на период до 2030 года» (ФЦП ЯРБ-2).
Лауреат премии Правительства РФ в области науки и техники (2002), награждён медалью ордена «За заслуги перед Отечеством» II степени (2010).
Член редколлегий журналов «Radiation and Environmental Biophysics», «Вопросы радиационной безопасности». Член редакционного совета журнала «Медицина экстремальных ситуаций». Чемпион России (1999) по заочным шахматам.

## Сфера научных интересов
Основное направление научной деятельности — исследования в области радиационной безопасности и внутренней дозиметрии , в частности, микродозиметрии инкорпорированного плутония.

## Биография
Родился на целине в с. Буран Маркакольского района Восточно-Казахстанской области Казахской ССР. Отец — Анатолий Михайлович Романов, русский, мать — Мария Тимофеевна Романова, русская. В 1969 году семья переехала в город Кимры Тверской области, где окончил среднюю школу, затем поступил в Московский авиационный институт им. Серго Орджоникидзе на факультет «Прикладная математика». По окончании института с 1982 года работал инженером в машиностроительном КБ «Радуга» в городе Дубна Московской области. В конце 1985 года переехал в Озёрск, где начал свою трудовую деятельность на химическом комбинате «Маяк» (ныне — ПО «Маяк») слесарем КИПиА, а через полгода перешёл в лабораторию внутренней дозиметрии Филиала № 1 Института биофизики. С 1986 года работал старшим лаборантом, затем старшим инженером, инженером 1-й категории, ведущим инженером-программистом, руководителем группы, в 1997 году был назначен на должность директора Филиала. С 02 октября 2024 года переведен советником директора ЮУрИБФ.
В 2003 году защитил диссертацию на соискание степени кандидата биологических наук по теме «Микрораспределение плутония в лёгких как основа коррекции дозиметрических моделей».
С 2004 по 2012 год заведовал спецкафедрой биофизики в Озёрском филиале Южно-Уральского Государственного университета.
Живёт в Озёрске Челябинской области, женат, имеет дочь.

## h-индекс
Индекс Хирша в международной библиографической и реферативной базе данных Scopus по состоянию на 05 ноября 2024 года равен 20.

## Награды и почётные звания
- Премия Правительства РФ в области науки и техники (2002)[9]
- Медаль ордена «За заслуги перед Отечеством» II степени (2010)[10]